# Paramelisa lobata
Paramelisa lobata là một loài bướm đêm thuộc phân họ Arctiinae, họ Erebidae.